# Le Tigre
Le Tigre era un gruppo dance punk statunitense formato nel 1998 da Kathleen Hanna (ex Bikini Kill) e Johanna Fateman. Sadie Benning ha fatto parte della band fino al 2001; è stata poi rimpiazzata da JD Samson. La formazione è nota soprattutto all'interno del movimento femminista e LGBT.

## Storia

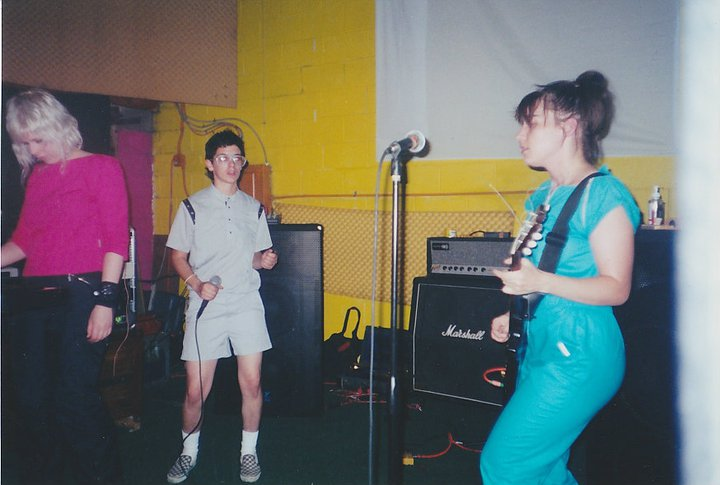
Le Tigre in concerto a Indianapolis, Indiana nei primi anni 2000

Inizialmente nato per accompagnare nei concerti Julie Ruin, il gruppo Le Tigre miscela i temi politici e il femminismo del movimento Riot Grrrl al suono elettronico e al beat lo-fi.
JD Samson si è unita alla formazione quando Sadie Benning lascia il gruppo prima delle registrazioni di Feminist Sweepstakes.
I primi due lavori sono stati realizzati per l'etichetta indipendente Mr. Lady Records, fondata da Kaia Wilson delle The Butchies e dalla sua compagna, l'artista Tammy Rae Carland. 
L'album uscito nel 2004, This Island, è la prima produzione pubblicata da una major, la Universal Records. Le Tigre continuano però a lavorare con etichette indipendenti e nel 2005 realizzano un disco di remix per la Chicks On Speed, This Island Remixes.
Nella seconda metà del 2006 il gruppo annuncia una lunga pausa a partire dagli inizi del 2007.
Durante la pausa dall'attività della band Kathleen Hanna partecipa al The Willie Mae Rock Camp for Girls e tiene lezioni d'arte alla New York University, JD Samson va in tour con Peaches e lavora come disc jockey, mentre Johanna Fateman si dedica al salone di hair-dresser che possiede nel Greenwich Village di Manhattan.
Nel 2008 JD e Fateman danno vita ad un nuovo progetto, MEN. Dopo aver effettuato qualche registrazione per il nuovo gruppo Fateman si prende una pausa per avere un figlio, mentre Samson organizza un'altra band, le Hirsute. Con l'aiuto di Johanna Fateman il gruppo registra un album, tuttavia non viene pubblicato.
Nel 2009 viene annunciato il ritorno di Le Tigre. Kathleen Hanna, JD Samson e Johanna Fateman collaborano infatti alla produzione del nuovo album di Christina Aguilera, Bionic, uscito nel 2010.

## Collaborazioni e apparizioni
Nel 2006 il gruppo ha partecipato a Yes, I'm A Witch di Yōko Ono remixando Sisters O Sisters.
Alcuni brani delle Le Tigre sono stati utilizzati dalla compagnia telefonica canadese Telus e dall'azienda australiana Goldmark nei loro spot pubblicitari.
Nel 2006 la Nivea utilizza un sample di Deceptacon nella sua campagna pubblicitaria. Nello stesso anno accompagna una scena del film norvegese Reprise, del film americano Accepted e delle serie televisive The OC (seconda stagione) e One Tree Hill (terza stagione).
Diverse canzoni del gruppo accompagnano la pellicola statunitense del 2007 Itty Bitty Titty Committee.

## Discografia

### Album
- 1999 – Le Tigre (Mr. Lady Records)
- 2001 – Feminist Sweepstakes (Mr. Lady Records)
- 2004 – This Island (Strummer Records/Universal Records)

### EP
- 2001 – From the Desk of Mr. Lady (Mr. Lady Records)
- 2002 – Remix (Mr. Lady Records)
- 2005 – Standing in the Way of Control Remix 12" (Kill Rock Stars)
- 2005 – This Island Remixes Volume 1 (Chicks On Speed Records)
- 2005 – This Island Remixes Volume 2 (Chicks On Speed Records)

### Singoli
- 1999 – Hot Topic CD Single/Vinyl 7" (Wiiija Records)
- 2005 – After Dark CD Single/Vinyl 12" (Island/Universal)

### Partecipazioni
- 2004 – Peace Not War con il brano New Kicks